# Романово (Суздальский район)
Романово — село в Суздальском районе Владимирской области России, входит в состав Селецкого сельского поселения.

## География
Село расположено на берегу речки Ирмес (бассейн Клязьмы) на автодороге Суздаль — Гаврилов Посад в 6 км на северо-запад от райцентра города Суздаль.

## История

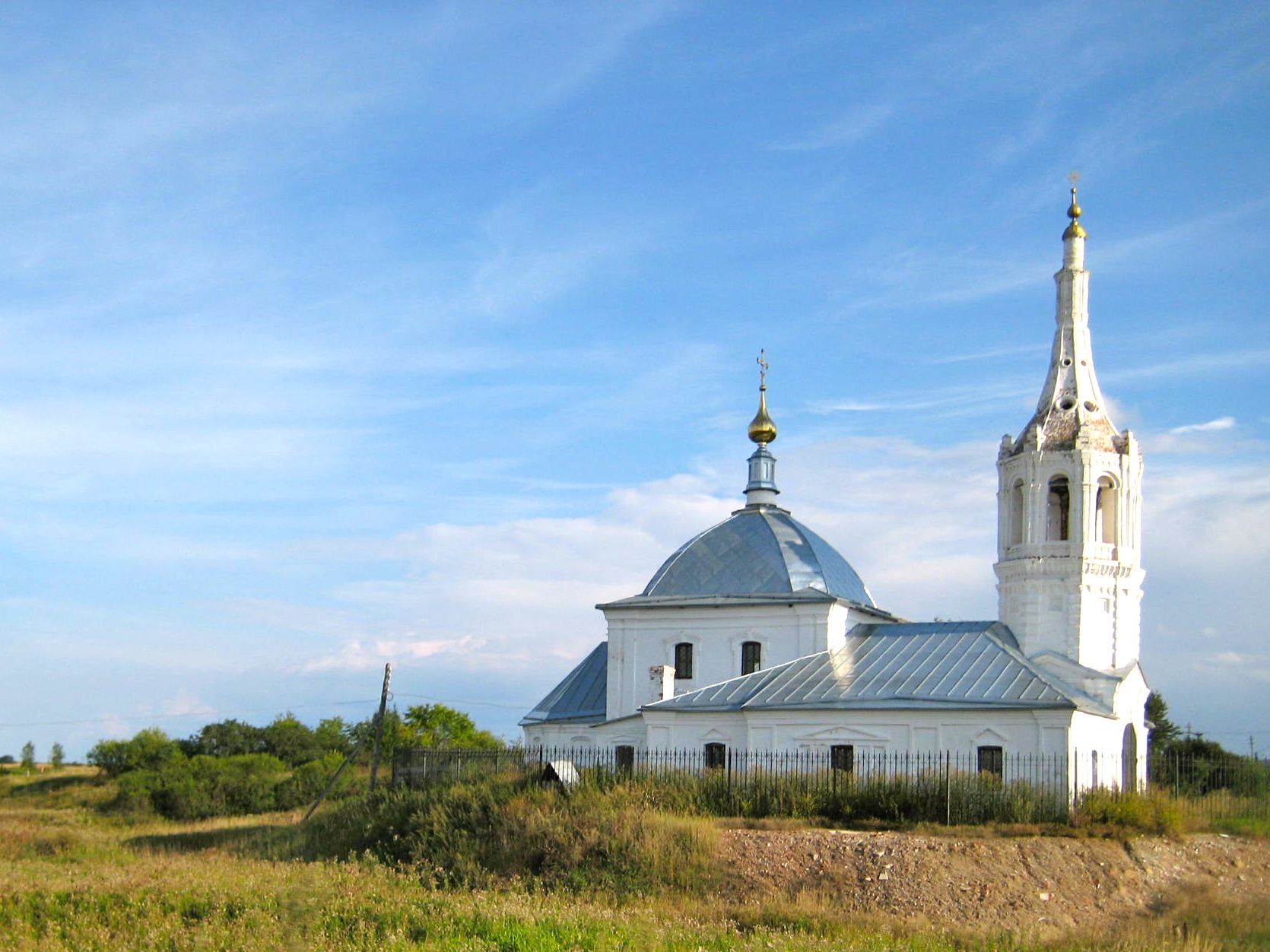
Церковь Рождества Пресвятой Богородицы. 2011 год

Село Романово упоминается в «царской жалованной грамоте Суздальскому Покровскому девичьему монастырю 1606 года», которою царь Василий Иванович утверждает за монастырем вотчины, пожертвованные прежними царями и разными лицами. Другая подтвердительная грамота на село Романово Покровскому монастырю дана была царем Михаилом Федоровичем в 1623 году. В 1764 году, по упразднении монастырских вотчин, Романово перешло в ведомство государственных имуществ. Существующая в селе церковь каменная, с таковою же колокольнею, построена усердием прихожан в 1795 году по благословению преосв. Виктора, епископа Суздальского и Владимирского. До 1851 году в церкви был один холодный престол в честь Рождества Пресвятой Богородицы, а в 1852 году устроен теплый придел с престолом во имя святых мучеников Флора и Лавра. В 1896 году в селе Романове 48 дворов, душ мужского пола 111, а женского — 137.
В конце XIX — начале XX века село входило с состав Яневской волости Суздальского уезда.
С 1929 года село являлось центром Романовского сельсовета Суздальского района, позднее — в составе Весьского сельсовета.

## Население
| 1859 | 1905 | 1926 |
| ---- | ---- | ---- |
| 199  | 254  | 299  |

| 1859 | 1905 | 1926 | 2002 | 2010 | 2021 |
| ---- | ---- | ---- | ---- | ---- | ---- |
| 199  | ↗254 | ↗299 | ↘15  | ↗23  | ↘14  |

## Достопримечательности
В селе находится действующая Церковь Рождества Пресвятой Богородицы (1795).